# Club Atlético Quilmes (Mar del Plata)
El Club Atlético Quilmes es una institución deportiva de la ciudad de Mar del Plata, provincia de Buenos Aires, Argentina, fundado en 1922 y que tiene al básquet como su actividad principal y profesional y actualmente disputa la Liga Argentina.
Entre sus logros deportivos se encuentra la obtención de tres título de segunda división, uno en Liga B, durante la temporada 1990-91, y otros dos en el Torneo Nacional de Ascenso en las temporadas 1998-99 y la 2010-11, los tres le valieron el ascenso a la máxima división. También se destaca otro ascenso en la temporada 2012-13, este último sin ser acompañado de un título.
Además del basquetbol, es un histórico en lo que respecta al fútbol local. Cuenta con representantes latinoamericanos tanto en atletismo como en gimnasia artística, además de poseer un colegio de nivel Secundario y un Profesorado de Educación Física de nivel terciario todo situado en la sede del club en la Avenida Luro, y un gran predio de canchas de fútbol y espacios de recreación en Avenida Colón 8351. [cita requerida]

## Historia
El club es fundado a mediados de 1922 cuando un grupo de jóvenes vecinos de la estación del Ferrocarril Sud quienes se juntaban a jugar al fútbol. Cuando quisieron disputar los torneos organizados por la "Asociación Marplatense de Foot-Ball", hoy Liga Marplatense de Fútbol, se encontraron que para la afiliación a la liga se les exigía el acta de fundación y demás documentos que dichos no tenían, y por ello deciden, con algunas personas mayores del barrio, realizar una asamblea en la que asistieron 25 personas. Dicha reunión se celebró el 12 de abril de 1922 quedando oficialmente formado el Club Atlético Quilmes.
Los Pibes de la Estación jugaban a la pelota en el baldío que se formaba por las vías del ferrocarril, la Avenida Luro, Patagones (actualmente calle San Juan) y Olazábal, eran los siguientes: Eugenio Moure, Raúl Brochónm, Luis Duhalde, Eugenio Duhalde, Sebastián Duhalde, Felipe Rodríguez, José Martínez, Juan Morgan, Diego Morgan, Juan Ponce, Antonio Trevin, Manuel Trevin, Santiago Mayayo, Abel Lizaso, Ismael Lizaso, Bernardo Villar y Carlos Villar.[cita requerida]
Con respecto al nombre, se eligió debido a que en la calle 25 de Mayo, entre Olazábal y Patagones, funcionaba un complejo industrial perteneciente a Don José Deyacobbi e hijos, donde se fabricaban lavandina y soda, entre otras cosas y además esta firma representaba en la ciudad a la Cerveza Quilmes, quien además donó el primer juego de camisetas, las cuales traídas desde Buenos Aires, eran muy similares a las de River Plate, de allí eligieron los colores y el nombre para la institución.

### El primer deporte, fútbol
Como en la mayoría de los clubes argentinos, el fútbol fue el primer deporte practicado en esta institución. Siendo así uno de los pioneros de la ciudad, llegando a ser sostén del deporte en Mar del Plata, ya que en su cancha se llegaron a disputar todos los partidos de los torneos locales.
La primera sede estuvo en la calle 25 de Mayo, la cual sufrió varias modificaciones, incorporando una cancha de básquetbol, una de pelota a paleta y algunas comodidades más.
El baloncesto, deporte actualmente más importante para la institución, fue incorporado en la década del '30. Más tarde, cuando se fundó la Asociación Marplatense de Básquetbol comenzó a practicarse el deporte con mayor ímpetu. En 1947 logra su primer lauro local.

### Fútbol a nivel nacional
Construyó su primer cancha en lo que es la actual Plaza Moreno, ubicada en las dos manzanas entre las calles Moreno, Avenida Colón, Marconi y Uruguay. Durante muchos años, la vieja cancha de Quilmes fue escenario de los más importantes partidos de la Liga Marplatense de Fútbol, hasta que se construyó el Estadio San Martín, donde el hecho más relevante fue la presencia del mismísimo Pelé, que disputó, jugando para el Santos FC un amistoso contra la selección de Mar del Plata, organizado por el Presidente de Quilmes, José Piantoni.
En el año 1970, el cervecero tuvo una participación en la segunda edición de la Copa Argentina de Fútbol quedado eliminado a manos de Argentinos Juniors de Buenos Aires con un global de 4 a 1. El tricolor fue la primera institución marplatense en disputar este certamen, siendo una de sus pocas participaciones en torneos nacionales. Otra participación tuvo en 1978, cuando disputó el Torneo Regional. A dicho certamen accedió como subcampeón local y porque el campeón se encontraba clasificado al Nacional del mismo año. En dicha competencia llegó a la final, donde fue eliminado por Deportivo Roca de Río Negro.
Otra participación nacional tuvo lugar en 1983, cuando disputó el "Regional 1983-84". Al mismo clasificó como el segundo mejor equipo local, tras vencer en un cuadrangular a Alvarado, Peñarol y a Círculo Deportivo de Comandante Nicanor Otamendi. Finalmente quedó eliminado en la primera instancia.
La última participación nacional fue en 1996, cuando disputó el Argentino B de dicho año. Tras ser proclamado subcampeón local, integró un grupo con Deportivo Norte también marplatense, con Gimnasia y Esgrima de Tandil y con Sarmiento de Ayacucho. Tras ganar dicho grupo, se emparejó con Sporting de Punta Alta y Empleados de Comercio de Bolívar en un triangular donde llegó con posibilidades de avanzar hasta la última fecha, donde no logró el resultado deseado y quedó fuera de competencia.

### Básquet
El baloncesto del club creció gracias al trabajo de un grupo de socios, entre ellos Oscar Rígano, Rubén Scartacini y "el Chueco" Villar, y con la conducción deportiva de Oscar Sánchez. Cuando en 1986 el equipo local se proclamó campeón, a la par que surgía un nuevo certamen nacional de baloncesto, la dirección del club decidió incursionar en el mismo.
Comenzó en la tercera división, o «Liga C», y un año más tarde, bajo la dirección del "huevo" Sánchez, ascendió a la Liga "B" junto a Club Sportivo Independiente de General Pico, Club de Regatas San Nicolás y Club Social y Atlético Guillermo Brown, con quienes compartía la "Zona 3". 
En 1988 llegó hasta los cuartos de final, quedando afuera del Hexagonal para ir en busca del ascenso.  
En 1989 queda en las puertas del ascenso tras perder en semifinales en el quinto juego ante GEPU de San Luis, quien ese año ascendió junto a Gimnasia y Esgrima de Comodoro Rivadavia. En la definición por el tercer y cuarto puesto, Quilmes venció a Santa Paula de Gálvez, quedando en la tercera colocación.  Aquel equipo se apoyaba en el juego de Marcelo Vildoza, Eduardo Dominé y Jorge Faggiano en la media cancha y se hacía fuerte en la pintura gracias al trabajo de Manuel Forrest, Adolfo Perazzo y Fabián Crivaro.
Es en este momento cuando surge la rivalidad con Peñarol ya que antes de comenzar la temporada 1990, la Liga Nacional de Básquet que contaba con 14 equipos, quería extender su cupo a 16 plazas. Si se decidía aumentar la cantidad de equipos en la máxima división, Quilmes y Santa Paula de Gálvez estarían virtualmente ascendidos debido al tercer y cuarto puesto obtenidos en la Liga "B". Fue el 13 noviembre cuando durante una reunión de los equipos de la máxima división, la cual ya militaba Peñarol de Mar de Plata, los dirigentes "milrayitas" votaron en contra del aumento de plazas, evitando así que el equipo "cervecero" lograse ascender.
Dos años más tarde, el equipo tricolor logró el ascenso y posteriormente se consagró campeón de la Liga B de la mano de Oscar "huevo" Sánchez y con juveniles como Sebastián Ginóbili, Leandro Ginóbili y Eduardo Dominé entre otros. En la final de la conferencia sur se enfrentó a Pico FC, al cual eliminó en cinco partidos, donde el de Mar del Plata tuvo ventaja de localía. Tras el ascenso, se enfrentó a doble partido con Olimpia en Venado Tuerto para dirimir el título, que quedó en manos del equipo cervecero por "gol average".

### Primera división nacional de básquet

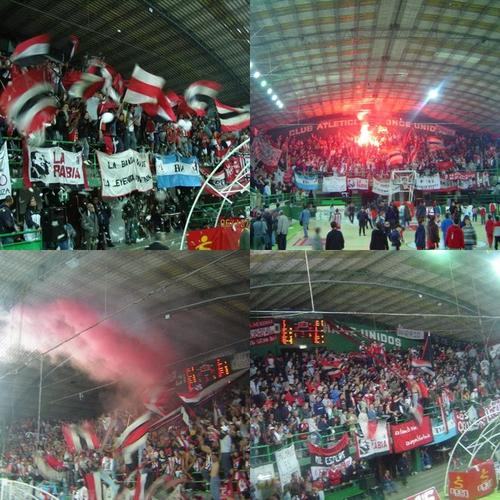
Once Unidos

Los primeros años de Quilmes en la liga fueron buenos. En su primera temporada terminó en el quinto lugar tras perder en playoffs ante Club Olimpo (baloncesto). Ese inicio en la máxima divisional tuvo como primer partido el triunfo ante Peñarol en el recordado Superdomo. Un equipo joven, que tenía una buena base de jugadores que habían logrado el ascenso como Sebastián Ginóbili, Eduardo Dominé y Mike Wilson, fueron puntales, sumados a  Esteban de la Fuente como refuerzo estelar para un debut más que auspicioso.
Para la segunda temporada, Quilmes había encontrado oro en su dupla extranjera: Mike Wilson y Melvin Johnson. Sin embargo, el andar irregular derivó en continuos cambios de extranjeros y si bien Coleman y Herderson no tenían malos números, no generaban lo que habían hecho los primeros. Un equipo que pudo haber estado más ariba, terminó debajo de la mitad de tabla.
La temporada 93-94. lo encontró con nuevamnete con Sebastián Ginóbili y Eduardo Dominé en la media cancha, sumando jerarquía en la pintura con Horacio Beigier y la aparición de un pivote que marcaría una época en la Liga Nacional de Básquet: Rubén Wolkowyski. Ese equipo terminó octavo, luego de perder en cuartos de final ante Olimpia de Venado Tuerto. Los extranjeros de ese plantel fueron Herb Blunt y Kevin Figaro, quién fue reemplazado por Curtis Middleton a mitad de temporada. Este último, dejaría también su lugar para la llegada de Tom Sheehey, un alero blanco que venía con buenos antecedentes en Europa y cumplió con las expectativas.
En la 94-95, apostó todas sus fichas a la recordada dupla de americanos blancos: Todd Jadlow y Ricky Blanton. Con 27,4 y 22,4 puntos respectivamente por partido, eran el puntal de un equipo que aun teniendo ese poder de gol en manos de sus extranjeros no pudo hacerse fuerte durante la temporada y terminó en el puesto 13. A la vez, Rubén Wolkowyski subió todos sus promedios respecto al año anterior para ratificar su crecimiento.
En la temporada 1998-99, luego de armar uno de los mejores planteles de la temporada y comandado por Guillermo Vecchio, el equipo nunca logró formarse como tal y después de perder contra Belgrano de San Nicolás de local, descendió por primera vez en su historia.
Pero se recompuso rápidamente y obtuvo el título del Torneo Nacional de Ascenso, su segundo lauro nacional, bajo la conducción técnica, nuevamente, de Oscar Sánchez y con Milton Bell como bandera del equipo. El "tricolor" terminó coronándose campeón luego de enfrentar todas sus series de playoffs en desventaja de localía y estar 2 a 1 abajo en la serie final contra Central Entrerriano de Gualeguaychú, ganándole 3 a 2 en el litoral.
Luego del ascenso se hizo protagonista de la Liga Nacional, al punto de quedar dos años consecutivos en el podio. Teniendo planteles históricos, como el que salió tercero en la temporada 2001-02 conformado por Daniel Farabello, Lamont Boozer, Diego Cavaco, Ben Ebong, Pablo Gil y Rubén Wolkowyski, que había pasado por la NBA, además de los juveniles Matías Ibarra, Luis "Junior" Cequeira y el experimentado "Mofle" Horvat. Quilmes no pudo mantener regularidad y poco a poco fue decreciendo en cuanto a calidad de sus planteles, la crisis del dólar hizo que el presupuesto se redujera, por lo que los planteles año a año perdieron calidad llegando así a la temporada 2008-09 donde Esteban de la Fuente se hizo cargo de la dirección técnica y logró salvar al equipo del descenso recién en la última fecha, hecho que no se pudo repetir al año siguiente y Quilmes volvió a caer a la segunda división luego de perder por 3 a 2 su serie de permanencia contra Ciclista Olímpico de La Banda.
Nuevamente, la estadía en el TNA fue corta y el "tricolor" logró ascender como campeón. Pero la vuelta a primera no fue auspiciosa, desaciertos de la dirigencia y técnicos y problemas con el armado del equipo, más la mudanza de la localía al polideportivo fueron detonantes para un nuevo descenso, el tercero en su historia.
El cervecero en la temporada 2012-13 nuevamente se encontraba en el TNA pero no duró más de un año en dicha categoría. Se apostó por un plantel ligado con el club, volvieron jugadores de liga como Maximiliano Maciel y se apostó a los juveniles como Tayavek Gallizi y Luca Vildoza. El "cervecero" volvió a hacer de local en el gimnasio de Once Unidos y retornó así a la Liga Nacional el 24 de mayo de 2013 ganando el cuarto partido de la serie por el segundo ascenso ante San Martín de Corrientes.

### Vuelta a la LNB y subcampeonato en conferencia
Luego de un muy buen regreso a la máxima categoría en la temporada 2013-14, el conjunto quilmeño quedó eliminado en cuartos de final ante Peñarol, en una edición única del clásico, siendo la primera vez que se enfrentaban en esa fase de play-offs.
Para la temporada siguiente se producen los regresos de dos ídolos históricos de la institución como Rubén Wolkowyski y Luis Cequeira que se sumaron al equipo de la temporada anterior. Luego de una temporada con muchas lesiones y altibajos, el cervecero logró dar vuelta los playoffs de cuartos de final de conferencia, en Junín de visitante ganándole a Argentino la serie 3-2 luego de ir perdiendo 0-2. En semifinales de conferencia, el rival fue Obras Sanitarias, el mejor equipo de la fase regular en la conferencia sur, el cual también cae 3-2 de local ante el tricolor, siendo así el conjunto marplatense el que se clasifica a la final de la Conferencia Sur, ante Gimnasia Indalo, lo que marca la primera vez en su historia que llega a esta instancia y también, la primera vez en acceder a la Liga Sudamericana de Clubes.
Luego de una temporada para el olvido salvándose del descenso en la última fecha, el tricolor armaría un plantel austero que marcaría la historia de la institución, en la última temporada de Vildoza en el club antes de ser transferido al Baskonia, Quilmes sería la sorpresa de los playoffs siendo el primer equipo marplatense de la historia en ganar un partido en Bahía Blanca, dando así vuelta la serie y clasificando para semifinales de conferencia contra Ferro, conjunto al que eliminaría en condición de visitante luego de un histórico partido de la nueva joya del club, Eric Flor, para luego cruzarse con San Lorenzo de Almagro en la final, quedando así eliminado pero accediendo a una nueva participación internacional.
En la temporada 2018-19 desciende nuevamente al TNA al finalizar último tras perder un clásico inolvidable ante Peñarol, y perder en 3 juegos un playout ante Atenas, marcando un récord de ser el equipo que más veces descendió en la Liga Nacional

### Participaciones internacionales
En el 2015, y tras ser subcampeón de la conferencia sur, Quilmes participa en la Liga Sudamericana de Clubes. El la primera fase integró el grupo C, jugado en Santiago de Chile, y donde terminó segundo, tras UniCEUB de Brasil, y superando al local Colo-Colo y a los uruguayos de Atenas. En las semifinales participó en el primer grupo, donde compartió con Obras Sanitarias, Malvín de Uruguay, y nuevamente con UniCEUB. El cuadrangular se disputó en el Palacio Peñarol, de Uruguay, y el elenco tricolor quedó eliminado en instancias de semifinales.
Dos temporadas más tarde gracias a la campaña del conjunto capitaneado por Vildoza y comandado por Flor, el Cervecero clasificaría nuevamente a la Liga Sudamericana de Clubes.

## Hinchada
En el año 2015 fue reconocida como la mejor hinchada de Sudamérica por la mascota de FIBA Americas Jay Jay, siendo el club extranjero que más gente convocó en todos los torneos FIBA realizados en Uruguay y en Chile.

#### Agrupaciones y Filiales
Cuenta con la primera Filial de un club de básquet del país, se trata de la Filial Buenos Aires Milton Bell que nuclea a los hinchas residentes en Capital Federal y Gran Buenos Aires y tiene más de 100 asociados, esto la convierte en la Filial más grande de este deporte, agregado que tiene un equipo propio compitiendo en la Asociación Liforbasquet. Además posee una segunda filial en la ciudad de La Plata, que lleva el nombre de Maxi Maciel.[cita requerida]

## Símbolos

### Escudo
La insignia que identifica al club surge de Eugenio Moure y Luis Duhalde, cuando fueron a la imprenta De Falco Hermanos a encargar papelería para el club y observaron una insignia del Barcelona de España, la que llamó su atención.[cita requerida]

### Mascota
El Indio que lleva como estandarte el club es un homenaje a los Indios Kilmes, que vivieron en los Valles Calchaquies (Tucumán, Argentina) quienes fueron los últimos en resistir a la invasión colonial de esos tiempos.

### Marcha quilmeña
I

Hoy los bravos atletas quilmeños

entonaron su canto guerrero

festejando una nueva victoria

de las muchas que ya consiguieron.

II

La bandera de Quilmes se siente

orgullosa de sus defensores

que prefieren morir combatiendo

por no ver derrotados sus colores.

III

Por muy fuertes que sean los baluartes

atajarnos es algo imposible

hay ya muchos que han sido vencidos

por los recios ataques de Quilmes.

IV

No por eso somos invencibles

y al perder no sentimos rencores

nuestro lema es actuar con nobleza

aunque sean nuestros vencedores.

V

Hoy los bravos atletas quilmeños

entonaron su canto guerrero

festejando una nueva victoria

de las muchas que ya consiguieron

VI

Y que este himno resuene glorioso

a través de los cuatro confines

que hoy lo cantan con todo entusiasmo

los bizarros muchachos de Quilmes.

Música: Luis Pedro Duhalde y Francisco Maffia.
Letra: Eugenio Moure.

## Uniforme
José Deyacobbi donó once camisetas de fútbol cuyos colores, al parecer, eran blancas con una raya horizontal celeste, lo que hacía que, después de unos cuantos lavados, se destiñeran y por consiguiente había que comprar un nuevo conjunto. Esto motivó a que en la asamblea del 27 de abril de 1924 se adoptaran nuevos colores. En ese mismo año, la "Asociación Marplatense de Foot-Ball" festejaba el cincuentenario de su fundación, por ello, decidieron conjuntamente con la Municipalidad de General Pueyrredón, organizar un torneo cuadrangular de fútbol. Entre estos equipos resaltaba, por su manera atildad y limpia de jugar, River Plate de Capital Federal. Los dirigentes, jugadores y simpatizantes del club fueron a ver dicho torneo y al ser impresionados por el juego riverplatense, adoptaron los mismos colores que la institución capitalina, a los cuales sumaron una línea negra.[cita requerida]
| Uniforme local para La Liga 2017-18 | Uniforme suplente para La Liga 2017-18 | Uniforme principal Liga Sudamericana 2017 |

## Instalaciones

### Estadio Once Unidos
El estadio ubicado en el corazón del barrio de Parque Luro en la zona norte de la ciudad, es el escenario que utiliza Quilmes en la Liga Nacional desde su primera participación en la máxima categoría. Dicho estadio, que se ubica en la intersección de las calles Tomás Falkner y Belisario Roldán fue remozado en ocasión de los Juegos Panamericanos del 95 cuando se lo utilizó para las competencias de boxeo y taekwondo. Allí fue local siempre, con la excepción de las temporadas 1996/97 y 2011/12 en las cuales jugó en el Polideportivo Islas Malvinas. Además, los clásicos contra Peñarol también se disputan en el "poli" por una cuestión de seguridad y recaudación.
El Once Undios, o también conocido como el "Coloso de Parque Luro" ha tenido constantes remodelaciones que respondieron a las exigencias reglamentarias de la Asociación de Clubes. Se destaca la mayor recaudación en este estadio el 17 de mayo de 2011, cuando el conjunto cervecero volvía a la Liga Nacional ante un marco de 3200 espectadores. En la temporada 2011/12, el equipo tricolor volvió a jugar en el polideportivo.
Para su última participación en la segunda categoría del basquetbol nacional, el tricolor volvió al Coloso de Parque Luro y logró un nuevo ascenso de local, además se confirmó su localía en la máxima categoría por lo que las siguientes dos temporadas el Cervecero hizo de local en el mismo, haciendo pesar su localía y siendo una de las localías más fuertes de la Liga.

### Estadio propio
Hasta sus primeras temporadas en la Liga Nacional, el conjunto cervecero hacia las veces de local en el "gimnasio José Martínez" ubicado en la planta baja de su sede social y debido al creciente caudal de hinchas, hubo que mudar la localía al estadio Once Unidos, por entonces el estadio más grande de la ciudad.
El caudal de hinchas siguió creciendo y se empezó a hablar de que Quilmes merecía un estadio propio, acorde al público que lo seguía, primero se pensó ubicarlo en el terreno denominado como "la cancha de los Bomberos", ubicada en Dardo Rocha y la Costa, en pleno barrio de La Perla, zona de influencia del conjunto tricolor, pero enseguida se descartó.
En el año 2009 se pensó más seriamente en un proyecto de cancha propia, ya que surgieron rumores de que el Club Atlético Once Unidos no le alquilaría más el estadio al "tricolor", esto dio pie a empezar a pensar en la villa Olímpica del club. Situada en la Avenida Colón y calle 196, se esperaba ubicar el nuevo estadio allí, y construirlo con el aporte de capitales asiáticos.[cita requerida] Finalmente, la dirigencia llegó a un acuerdo con Once Unidos, firmando un contrato para las temporadas 2009/10 y 2010/11, así el elenco conservó su localía hasta el año 2011, cuando, tras conseguir el ascenso, el Comité de Seguridad Provincial le impide volver a su localía en el barrio de Parque Luro.
Para la vuelta a la Liga Nacional, en la temporada 2011-12, el conjunto tricolor se vio obligado a mudarse al estadio polideportivo, medida que no fue bien recibida por sus hinchas ya que el estadio esta fuertemente identificado con Peñarol y su zona de influencia. Pese a las medidas planteadas por el CoProSeDe, el público siguió alentando al cervecero en masa, teniendo grandes convocatorias como en el cuarto juego de Playoffs contra 9 de julio, en el cual lo fueron a alentar más de 3000 hinchas.
El 30 de enero de 2024 vuelve a hacer las veces de local en el gimnasio de la sede social, el microestadio centenario "José Martinez" con capacidad para 1.000 personas.

### Cancha de fútbol
Inaugurada en 1942, la cancha estaba en la manzana comprendida por la avenida Colón, Moreno, Uruguay y Marconi, donde hoy está asentada la plaza Mariano Moreno. Con capacidad para 8000 personas, fue la segunda cancha del club, ya que previamente tuvo un terreno en el barrio Peralta Ramos, el cual fue vendido para costear la nueva localía. Con el paso del tiempo se le fueron instalando plateas, hasta llegar a 200. Más tarde, en el mismo recinto, el elenco local recibió las visitas de grandes equipos porteños, entre los cuales se destacan Boca Juniors, River Plate o Independiente de Avellaneda. En 1957 se le colocó iluminación artificial y en 1961, por decisión del municipio, le fue retirado el predio y convertido en una plaza.

## Rivalidades
El clásico rival de Quilmes es el Club Atlético Peñarol, equipo marplatense que milita en la Liga Nacional de básquetbol. La rivalidad en sí, sin embargo, data de ciertos hechos relacionados previos a la llegada de Quilmes a la máxima categoría. Este clásico, últimamente no se disputa, ya que militan en diferentes categorías El historial, se encuentra a favor del conjunto milrayitas por 90 a 42.
En tanto que en el fútbol, su clásico rival es el Club Atlético Independiente de Mar del Plata.

## Plantel y cuerpo técnico

### Siguen de la temporada pasada
| Juan Esteban De la Fuente (J) | Maximiliano Maciel |

### Pretemporada
| Altas - Ricky Sánchez (Guayama, Puerto Rico) - Nicolás Ferreyra (Ciclista Olímpico, LNB) - Emiliano Basabe (Argentino (J), LNB) - Omar Cantón (Unión Atlética, Uruguay) | Bajas |

### Durante la temporada
| Altas - Ricky Sánchez (2 de febrero) - Patricio Piñero (U23) | Bajas - Ricky Sánchez (28 de diciembre) |

## Datos del club
En torneos nacionales
- Temporadas en primera división: 25 (1991-92 a 1997-98, 1999-2000 a 2009-10, 2011-12, 2013-14 a 2018-19)
  - Mejor puesto en la liga: 4.º (semifinalista en 2000-01, finalista de conferencia en 2014-15)
  - Peor puesto en la liga: 20.º (de 20, en 2018-19, descendió)
- Temporadas en segunda división:14 (1988 a 1990-01, 1998-99, 2010-11, 2012-2013, 2019-20-Actualidad)
  - Liga B: 
    - Mejor puesto en la liga: Campeón (1990-91)

  - Torneo Nacional de Ascenso: 3
    - Mejor puesto en la liga: Campeón (1998-99, 2010-11)

- Participaciones en copas nacionales
  - Participaciones en Copa Argentina: 9 (2002 a 2010)
  - Participaciones en el Torneo Súper 8: 3 (2006, 2007, 2009, 2013)
    - Mejor puesto: semifinalista (2006)
    - Peor puesto: cuartos de final (2007, 2009, 2013)

  - Participaciones en la Copa Desafío: ninguna
  - Participaciones en el Torneo Top 4: ninguna
  - En Torneo Súper 20: 1
    - Mejor puesto: 4.º del grupo, eliminado en octavos de final.

En torneos internacionales
- En Liga de las Américas
  - Participaciones: ninguna
- En Liga Sudamericana de Clubes
  - Participaciones: 2 (2015 y 2017)
  - Mejor puesto: eliminado en semifinales.

### Campañas en Liga A
| Campañas en Liga Nacional | Campañas en Liga Nacional | Campañas en Liga Nacional | Campañas en Liga Nacional          | Campañas en Liga Nacional          | Campañas en Liga Nacional          | Campañas en Liga Nacional | Campañas en Liga Nacional |
| Temporada                 | Temporada                 | POS                       | Eliminación, oponente y resultado. | Eliminación, oponente y resultado. | Eliminación, oponente y resultado. | Récord                    | %V                        |
| ------------------------- | ------------------------- | ------------------------- | ---------------------------------- | ---------------------------------- | ---------------------------------- | ------------------------- | ------------------------- |
| 1                         | 1991-92                   | 5.°                       | Cuartos de final                   | 1 - 3                              | Olimpo (Bahía Blanca)              | 21-21                     | 50,0                      |
| 2                         | 1992-93                   | 10.°                      | Permanencia                        | 3 - 0                              | Banco de Córdoba                   | 26-25                     | 51,0                      |
| 3                         | 1993-94                   | 13.°                      | Reclasificación                    | 1 - 3                              | Peñarol                            | 25-27                     | 48,1                      |
| 4                         | 1994-95                   | 13.°                      |                                    |                                    |                                    | 25-31                     | 44,6                      |
| 5                         | 1995-96                   | 6.°                       |                                    |                                    |                                    | 26-27                     | 49,1                      |
| 6                         | 1996-97                   | 10.°                      | Permanencia                        |                                    |                                    | 27-27                     | 50,0                      |
| 7                         | 1997-98                   | 16.° D                    | Permanencia                        |                                    | Belgrano (SN)                      | 15-39                     | 27,8                      |
| 8                         | 1999-2000                 | 8.°                       |                                    |                                    |                                    | 25-26                     | 49,0                      |
| 9                         | 2000-01                   | 4.°                       | Semifinales                        | 1 - 3                              | Libertad                           | 22-36                     | 37,9                      |
| 10                        | 2001-02                   | 3.°                       | Semifinales                        | 1 - 3                              | Estudiantes (Olavarría)            | 34-20                     | 63,0                      |
| 11                        | 2002-03                   | 8.°                       | Cuartos de final                   | 2 - 3                              | Boca Juniors                       | 20-24                     | 45,5                      |
| 12                        | 2003-04                   | 6.°                       | Reclasificación                    |                                    |                                    | 30-22                     | 57,7                      |
| 13                        | 2004-05                   | 11.°                      | Reclasificación                    |                                    |                                    | 22-27                     | 44,9                      |
| 14                        | 2005-06                   | 11.°                      | Reclasificación                    | 1 - 3                              | Boca Juniors                       | 22-26                     | 45,8                      |
| 15                        | 2006-07                   | 5.°                       | Cuartos de final                   | 1 - 3                              | Regatas Corrientes                 | 28-20                     | 58,3                      |
| 16                        | 2007-08                   | 8.°                       | Cuartos de final                   | 1 - 3                              | Libertad                           | 25-27                     | 48,1                      |
| 17                        | 2008-09                   | 12.°                      | Reclasificación                    | 1 - 3                              | Sionista                           | 22-26                     | 45,8                      |
| 18                        | 2009-10                   | 15.° D                    | Permanencia                        | 2 - 3                              | Ciclista Olímpico                  | 20-29                     | 40,8                      |
| 19                        | 2011-12                   | 15.° D                    | Permanencia                        | 1 - 3                              | 9 de Julio (Río Tercero)           | 12-36                     | 25,0                      |
| 20                        | 2013-14                   | 8.°                       | Cuartos de final                   | 1 - 3                              | Peñarol                            | 26-25                     | 50,1                      |
| 21                        | 2014-15                   | 4.°                       | Final de conferencia               | 0 - 3                              | Gimnasia Indalo                    | 26-29                     | 47,3                      |
| 22                        | 2015-16                   | 12.°                      | No clasificó a Playoffs            | -                                  | -                                  | 25-31                     | 44,6                      |
| 23                        | 2016-17                   | 4.°                       | Final de conferencia               | 0 - 3                              | San Lorenzo                        | 26-30                     | 46,4                      |

## Otras actividades
A pesar de que se lo vincula especialmente con la actividad del básquetbol, el club cumple un rol social de destacada importancia en su ciudad, Mar del Plata. Entre los otros deportes que se practican a nivel local y nacional están el fútbol (mayor, juvenil e infantil), atletismo, artes marciales, patín carrera, gimnasia artística deportiva, judo, ajedrez, bowling y tenis además del básquet.
Dentro de las actividades deportivas recreativas se practica la gimnasia para adultos ambos sexos, educación física infantil, aeróbic, gimnasia rítmica, gimnasia para la 3.ª edad, acondicionamiento físico con aparatos y artes marciales; a lo que se suman los servicios de colonia de vacaciones infantil, y un consultorio médico y odontológico.
También cumple un papel importante a nivel de educación, ya que cuenta con Escuela Secundaria con orientación en deportes y el Instituto Superior de Educación Física, que prepara estudiantes en formación docente y las carreras de Pos-Título, relacionadas con la educación física y el deporte.

### Deportistas Panamericanos
El tricolor cuenta con representantes a nivel continental y a nivel Olímpico de renombre como Ayelen Tarabini, quien es una de más máximas representantes nacionales Mundialmente a Gimnasia Artística,[cita requerida] también cuenta con Merlina Galerea y María Stoffel en gimnasia artística y en el ámbito basquetbolístico Luca Vildoza y Tayavek Gallizi fueron convocados a los últimos mundiales de baloncesto y a los Juegos Panamericanos desarrollados en Toronto en el año 2015.[cita requerida]

## Sede y villa deportiva
La sede central ubicada en la Avenida Luro 3868 cuenta con un terreno de 2338 metros cuadrados y una superficie edificada de 5200 metros cuadrados en los que se distribuyen dos gimnasios de basquetbol donde practican el minibasquetbol, las inferiores y la primera tanto local como nacional que son el José Martínez situado en la planta baja con capacidad para 1000 espectadores y el gimnasio Carlos Villar ubicado en el segundo piso. También existen otros dos gimnasios menores para actividades diversas, un gimnasio con fosa, caída y aparatos. En el primer piso se encuentra un gran salón de fiestas y restaurante, mientras que en la planta baja conviven una sala de juegos y una confitería con canchas de bowling. Cabe destacar que el Instituto Quilmes posee aulas y ambientes auxiliares dentro de este edificio. Finalmente y en el tercer piso se ubica un gran quincho de mampostería.
Además en un hecho más que curioso, la sede de la avenida Luro Cuenta con la Biblioteca Deportiva llamada Dante Panzeri en homenaje al periodista deportivo ya fallecido. Fundada en el año 1996 es la primera biblioteca de este tipo en el país y cuenta con una innumerable colección de ejemplares de la revista el Gráfico y de todas las publicaciones que hizo el periodista.
Para terminar también cabe agregar las características del campo deportivo que pertenece al club. El mismo se encuentra ubicado en Avenida Colón 8351 y lleva el nombre de "Predio José Piantoni". Cuenta con una superficie de 80000 metros cuadrados que albergan cuatro canchas de fútbol, canchas de tenis, un playón polideportivo, una vivienda para el encargado, un salón bufé, un área parquizada para recreación con fogones, además de otras actividades.

## Campus de Basquetbol
También desde el año 2012, se realiza íntegramente en las instalaciones del Club, un campus de perfeccionamiento, siendo este uno de los más completos e internacionales del país, a él concurren año tras año jugadores tanto de la ciudad de Mar del Plata, como de todo el país, siendo el que se realizó en el año 2014 uno de los que más jugadores de todas las regiones concurrieron.
Por el han pasado jugadores y entrenadores de categoría Nacional e Internacional, siendo Luis Fernández, su organizador, en el año 2014 contó con la participación de Fernando "el Hechicero" Cabrera, Seleccionador Nacional de Formativas Uruguayas, Guillermo Tasso, colaborador del Seleccionador de Divisiones Formativas de El Salvador, Leandro Ramella, Director Técnico Club Atlético Quilmes en la Liga Nacional, Esteban de La Fuente, exjugador de la selección nacional y referente del Club Atlético Quilmes.
El año 2015, fue el que marcó el despegue internacional del campus, con presencia de jugadores y entrenadores de distintos clubes de Argentina, Chile y Uruguay. La participación del exintegrante del seleccionado argentino y medalla de oro en los juegos olímpicos Rubén Wolkowyski, le dio un salto de calidad a este campus, también estuvo el ex selección nacional Luis Cequeira y el entrenador del primer equipo de Liga Nacional del club, Leandro Ramella, todo esto se desarrolló bajo la dirección del profesor Luis Fernández.